# La dona del quadre
La dona del quadre (títol original en anglès The Woman in the Window) és un film noir estatunidenc de l'any 1944 dirigida per Fritz Lang. El terme gènere de cinema negre va sorgir en part per aquesta pel·lícula.
Basat en la novel·la de J.H. Wallis "Once off Guard", la història té dos girs sorprenents al final. El guionista Nunnally Johnson, que va fundar International Pictures (la seva pròpia companyia de producció independent) després d'escriure pel·lícules d'èxit com El raïm de la ira (1940) i altres títols de John Ford, va triar "La dona del quadre" com a projecte d'estrena. El director Fritz Lang va haver de substituir el final original per complir amb el codi de Producció moralista de l'època.

## Argument
El psicòleg i professor Richard (Edward G. Robinson) es reuneix amb uns col·legues en un club. A la sortida veu el quadre d'una noia, i després es troba la dona en persona, una femme fatale (Joan Bennett) de qui s'enamora i amb la qual viu tot un seguit de situacions de malson.

## Repartiment
- Edward G. Robinson - Professor Richard Wanley
- Joan Bennett - Alice Reed
- Raymond Massey - Dist. Atty. Frank Lalor
- Edmund Breon - Dr. Michael Barkstane
- Dan Duryea - Heidt/Tim, el porter
- Thomas E. Jackson - Inspector Jackson
- Dorothy Peterson - Mrs. Wanley
- Arthur Loft - Claude Mazard/Frank Howard/Charlie
- Frank Dawson - Collins